# North Stack
North Stack är en ö i Storbritannien.   Den ligger i riksdelen Wales, i den sydvästra delen av landet, 400 km nordväst om huvudstaden London.